# It's Enough!
It's Enough! è un singolo del cantautore statunitense Lenny Kravitz, pubblicato l'11 maggio 2018 come primo estratto dall'album Raise Vibration.

## La canzone
Il brano musicale è stato presentato dall'artista come una protesta contro il razzismo, la guerra e la disonestà della leadership politica.

## Il videoclip
Il videoclip del brano è stato lanciato per la prima volta attraverso la pagina facebook dell'autore. 